# Il baffo del dittatore
Il baffo del dittatore è un romanzo di Anna Russo, pubblicato nel gennaio del 2010 dalla casa editrice Mursia. Il romanzo tratta il tema della seconda guerra mondiale vista però attraverso gli occhi di un cane.

## Trama
Il libro racconta la storia di un bambino abbandonato in tenerissima età e adottato da una cagna di nome Bianca che lo chiamerà Arf e lo farà crescere come un cane. Arf viene poi imprigionato in un lager dove porterà scompiglio, lo renderà un campo di giochi e ci incontrerà anche Hitler.

## Edizioni
- Anna Russo, Il baffo del dittatore, Mursia, 2010,  p. 99, ISBN 978-88-425-4460-9.

## Adattamenti
- Arf – film di animazione del 2024 diretto da Simona Cornacchia e dalla stessa Anna Russo